# 악어
악어(鰐魚)는 악어목(鰐魚目)에 속하는 파충류의 총칭으로, 약 2억 2천만 년 전에 진화한 것으로 알려져 있다. 공룡이나 새와 근연관계가 있다. 전 세계적으로 23종이 알려져 있다.

## 해부학과 생리학

### 이동
악어는 훌륭한 수영 선수이다. 물속에서 이동할 때 근육질의 꼬리가 좌우로 흔들려 동물을 물속에서 이끌며, 이때 팔다리는 저항을 줄이기 위해 몸에 붙어 있다. 동물이 멈추거나 방향을 바꾸거나 다른 방향으로 움직일 필요가 있을 때는 팔다리를 펼친다. 악어는 보통 천천히 물 위나 물속을 헤엄치며 부드럽게 꼬리를 흔들지만, 추적 중이거나 먹이를 쫓을 때는 빠르게 움직일 수 있다.  

### 피부와 비늘
악어의 피부는 두껍고 각질화되어 있으며, 규칙적인 줄과 패턴으로 배열된 중첩되지 않는 비늘로 덮여 있다.
많은 비늘은 표면 비늘과 동일한 크기와 모양이지만 그 아래에서 자라는 뼈판인 오스테오덤으로 보강되어 있다. 이들은 동물의 등과 목에 가장 많이 있으며 보호 갑옷을 형성할 수 있다. 이들은 종종 튀어나온 울퉁불퉁한 능선을 가지고 있으며 내구성이 뛰어난 베타 케라틴으로 덮여 있다. 작은 후두 비늘은 머리 바로 뒤에 있으며, 강 악어를 제외한 모든 악어에게 존재한다.

### 턱과 이빨
악어의 주둥이 모양은 종에 따라 다르다. 악어는 넓거나 얇은 주둥이를 가질 수 있는 반면, 앨리게이터와 카이만은 주로 넓은 주둥이를 가지고 있다. 가비알은 주둥이가 극도로 길쭉한다. 턱을 닫는 근육은 여는 근육보다 훨씬 더 크고 강력하며, 악어의 턱은 쉽게 닫힌 상태로 유지할 수 있다. 반대로 턱을 여는 것은 매우 어렵다.

## 생태
악어는 물을 수는 있어도 씹지는 못하기 때문에 잡은 동물들을 빙글 돌리면서 몸통을 잘라 통째로 먹는다. 주로 물가에 매복하였다가 물 마시는 가젤, 누, 임팔라, 얼룩말, 박쥐,뱀,아나콘다,새 등을 잡아 먹는다. 재규어에게는 천적 대상이다.
악어는 동족포식 성향을 가지고 있으며 자기 영역에 침범한 작은 개체에 대해선 거침없이 공격성을 표출한다. 악어의 동족포식 현상이 야생에서만 발견되지는 않는다. 좁은 공간에 여러 개체를 한데 모아 전시하는 동물원에서도 자주 동족포식 현상이 발견된다.
악어는 알을 수십개 낳고 땅에 묻어 몇 개월을 지키지만 주변에 있는 왕도마뱀이나 개코원숭이들이 훔쳐가기 때문에 몇 개가 남지 않고 부화되지만 물 속에서 살아남는 최후의 새끼는 소수이다.

## 원시 악어
중생대 백악기, 무리생활을 했던 3미터쯤 되는 길이의 원시 악어는 육식공룡처럼, 긴 꼬리로 균형을 잡으면서 앞발을 든 채 긴 뒷다리로 민첩하게 걷고 달리면서 백악기 호수 생태계의 최상위 포식자로 군림했을 것으로 추정된다.

## 문화
- 악어의 눈물 - 거짓 눈물 또는 위선적인 행위를 일컫는 용어. 이집트 나일강(江)에 사는 악어는 사람을 보면 잡아먹고 난 뒤에 그를 위해 눈물을 흘린다는 고대 서양전설에서 유래하였다. 여담으로 악어가 눈물을 흘리는 진짜 이유는 먹이를 씹을 때 턱근육이 눈물샘을 자극하기 때문이다.
- 악어가죽 - 악어가죽으로 만든 가방은 최고급으로 쳐준다. 한국에서 인기가 높다. 그러나 악어가죽에 대한 수요는 악어 개체수의 감소를 유발하고 악어 멸종에 일조한다.

## 분류
악어목은 크게 가비알과, 앨리게이터과, 크로커다일과의 세 과로 분류한다.
악어목(Crocodilia) - 3과 8속 23종
- 가비알상과(Gavialoidea)
  - 가비알과(Gavialidae) - 2속 2종
    - 가비알속(Gavialis) - 1종
    - 말레이가비알속(Tomistoma) - 1종
- 앨리게이터상과(Alligatoroidea)
  - 앨리게이터과(Alligatoridae) - 4속 8종
    - 앨리게이터아과(Alligatorinae)
      - 앨리게이터속(Alligator) - 2종

    - 카이만아과(Caimaninae)
      - 카이만속(Caiman) - 3종
      - 팔레오수쿠스속(Paleosuchus) - 2종
      - 멜라노수쿠스속(Melanosuchus) -1종
- 크로커다일상과(Crocodyloidea)
  - 크로커다일과(Crocodylidae) - 2속 13종
    - 크로커다일아과(Crocodylinae)
      - 크로커다일속(Crocodylus) - 12종
      - 난쟁이악어속(Osteolaemus) - 1종

## 같이 보기
- 크로커다일